# Triphora farquhari
Triphora farquhari is een slakkensoort uit de familie van de Triphoridae. De wetenschappelijke naam van de soort is voor het eerst geldig gepubliceerd in 1932 door Tomlin.